# ByteDance
ByteDance（バイトダンス、簡体字: 字节跳动; 繁体字: 字節跳動）は、動画共有サービスTikTokなどを運営する中華人民共和国のテクノロジー企業で、多国籍企業でもある。
2021年時点ではユニコーン企業価値世界1位（約1400億米ドル）。

## 沿革
2012年
- 3月9日 - 北京字节跳动科技有限公司を設立
- 5月8日 -  香港にBytedance (HK) Limitedを設立
- 8月 - ニュースアプリ「今日头条（日本語：今日ヘッドライン）」の提供開始

2014年
- 12月9日 - 北京闪星科技有限公司を設立
- 12月 - 画像コミュニティ「图虫」（運営：上海图虫网络科技有限公司）を買収[4]

2015年
- 8月 - ニュースアプリ「今日头条（日本語：今日ヘッドライン）」の海外バージョン「TopBuzz」の提供開始

2016年
- 1月 - 米国法人ByteDance inc.を設立
- 3月 - ショートビデオアプリ「头条视频（日本語：ヘッドラインビデオ）」の提供開始
- 3月11日 - 北京微播视界科技有限公司を設立
- 4月 - ショートビデオアプリ「火山小视频（日本語：火山ミニビデオ）」の提供開始
- 5月4日 - 字节跳动有限公司（ByteDance China）を設立
- 8月24日 - 今日头条有限公司を設立
- 8月 - 日本法人Bytedance株式会社を設立
- 9月 - 日本でショートビデオアプリ「BuzzVideo」の提供開始[5]
- 9月 - ショートビデオアプリ「抖音（Douyin）」の提供開始
- 10月 - インドのDailyhuntに投資
- 12月 - ニュースアプリ「BaBe」を運営するインドネシア企業Mainspring Technologの過半数を取得

2017年
- 2月 - ショートビデオアプリ「Flipagram」を買収
- 5月 - ショートビデオアプリ「抖音（Douyin）」の海外バージョン「TikTok」の提供開始
- 6月 - ショートビデオアプリ「头条视频（日本語：ヘッドラインビデオ）」が「西瓜视频（日本語：スイカビデオ）」に名称変更[6]
- 6月 - Q&Aコミュニティ「头条问答」を「悟空问答」に名称変更
- 7月 - ショートビデオアプリ「火山小视频（日本語：火山ミニビデオ）」の海外バージョン「Hypstar（現: Vigo Video）」の提供開始
- 8月 - フォトアルバムアプリ「时光相册」（運営：上海时光无限科技有限公司）を買収
- 9月 - ソーシャルカレンダー「朝夕」（運営：北京朝夕光年信息技术有限公司）を買収
- 11月 - Cheetah Mobile Inc.からグローバルニュースアプリ「News Republic」を買収[7]
- 11月 - ライブ配信アプリ「Live.me」を運営するLive.me Inc.に出資[8]
- 11月 - ショートビデオアプリ「Musical.ly」を運営するMusical.ly Inc.を買収

2018年
- 1月 - 「西瓜视频（日本語：スイカビデオ）」がライブストリーミングサービスの提供開始[9]
- 2月 - UGCコミュニティ「半次元」（運営：杭州王耀网络科技有限公司）を買収
- 2月 - メッセージングアプリ「飞书」を買収
- 2月 - カメラアプリ「Faceu（現：FiuFiu）」を買収
- 2月 - VRライブブロードキャスト開発の北京维境视讯信息技术有限公司（現：北京飞书科技有限公司）を買収[10]
- 4月 - 英語学習アプリ「开言英语（OpenLanguage）」を買収
- 4月 - 中国政府の検閲方針に相応しくないコンテンツが多いジョーク共有アプリ「内涵段子」を閉鎖。 最高経営責任者の張一鳴は微信の同社公式アカウントで中国政府に宛てた長文の謝罪文を掲載[11]
- 6月 - ソーシャルコメントソフト「多说」（運営：北京多说有益网络科技有限公司）を買収
- 6月 - インドでソーシャルメディアアプリ「Helo」の提供開始
- 6月 - 子供向け英語学習プラットフォーム「GoGoKid」の提供開始
- 6月 - 管理ツール「幕布」を買収
- 8月 - ショートビデオアプリ「TikTok」と「musical.ly」を統合[12]

2019年
- 1月 - ビデオソーシャルアプリ「多閃」の提供開始
- 1月 - スマートフォンメーカー「Smartisan」の資産を買収[13]
- 1月 - カジュアルゲーム配信プラットフォーム「Ohayoo」を設立
- 3月 - ケイマン諸島にByteDance Ltd.を設立
- 3月 - ゲーム会社上海墨鹍数碼科技株式会社を買収[14]
- 3月 - 統合型コラボレーションツール「Lark（飞书）」の提供開始
- 3月 - ゲーム開発の上禾网络科技（上海）有限公司を買収
- 3月 - オンラインゲーム開発の上海墨鹍数码科技有限公司を買収
- 3月 - ブラウザゲーム開発の北京大眼星空科技有限公司を買収
- 4月 - ビッグデータ企業Terarkを買収[15]
- 7月 - Jukedeckを買収[16]
- 7月 - シンガポール法人Bytedance Pte. Ltdを設立
- 8月 - 不動産情報アプリ「幸福里」（運営：北京无限光场科技有限公司）を買収[17]
- 8月 - 検索サービス「头条搜索」を公開[18]
- 9月 - 百科事典「互動百科（現：快懂百科）」（運営：北京互动百科网络技术有限公司）を買収[19]
- 9月 - キャンパスソーシャルアプリ「Biu校园」を買収
- 12月 - AI開発のLevelupAI（北京深极智能科技有限公司）を買収[20]

2020年
- 1月 - ショートビデオアプリ「火山小视频（日本語：火山ミニビデオ）」を「抖音火山版（日本語：火山ミニビデオ）」に名称変更[21]
- 3月 - インドとインドネシアで音楽ストリーミングアプリ「Resso」の正式提供開始[22]
- 5月18日 - 米メディア・娯楽大手ウォルト・ディズニーの幹部、ケビン・メイヤーがティックトックの最高経営責任者（CEO）に就任すると発表。バイトダンス社の最高執行責任者（COO）も兼務する[23]。
- 5月 - 医学百科事典サイト「百科名医网（日本語：百科名医ウェブ）」（運営：北京百科康讯科技有限公司）を買収[24]
- 7月 - クラウドプラットフォームを提供する才雲科技（Caicloud）を買収[25]
- 11月 - YUE HUA Entertainmentと共同でバーチャルアイドルグループ「A-SOUL」を開始
- 11月 - 開発者共有コミュニティ「稀土掘金」を買収

2021年
- 2月 - ヘルスケアブランド「小荷健康」が、オンライン医学百科事典「小荷医典」を発表[26]
- 3月 - ゲーム部門「Nuverse（朝夕光年）」が、ゲーム開発のMOONTON（沐瞳科技）を買収[27]
- 4月 - ソリューションサービス部門BytePlusを開始[28]
- 4月 - 中高生向けの問題集検索サービス「閃電捜題（Shandiansouti）」を開始[29]
- 4月 - ゲームアプリ「放置少女〜百花繚乱の萌姫たち〜」を運営する北京有爱互娱科技有限公司 (C4Games) を買収[30]
- 5月 - 創業者の張一鳴がCEOを退任。後任に共同創業者の梁汝波がCEOに就任[31]
- 8月 - VR企業北京小鸟看看科技有限公司（PICO）を買収[32]
- 9月 - 若者向けのライフスタイル情報アプリ「Lemon8」はすでに日本で正式にリリース
- 11月 - 越境ECアプリ「Fanno」をリリース[33]
- 12月 - 映画チケット販売アプリ「影托邦」を運営する乐影汇（上海）文化传媒有限公司と漫画アプリ「一直看漫画 (Yizhikan Comics)」の運営会社「北京漫迹网络科技有限公司を買収[34]

2022年
- 2月 - 証券アプリ「海豚股票」の事業会社北京文星在线科技有限公司を華林証券に売却[35]
- 3月 - 日本向けに漫画アプリ「Fizzo Toon」をリリース[36]
- 4月 - 音楽配信アプリ「汽水音乐」のベータテスト開始[37]
- 5月 - Bytedance (HK) LimitedをDouyin Group (HK) Limitedに、北京字节跳动科技有限公司を北京微播视界科技有限公司に社名変更[38]
- 9月 - 小荷健康科技（北京）有限公司が、産科・小児科病院などをチェーン展開する「北京美中宜和医療管理（集団）」の全株式を取得[39]
- 9月 - オフラインの不動産仲介ブランド「小麦房産」と住宅リフォーム事業「住好家」を開始[40]
- 12月 - PC用のチャットソフト「抖音聊天」をリリース[41]

## サービス
- 今日头条/TopBuzz（ニュースプラットフォーム）
- TikTok／抖音（ショートビデオアプリ）
- 西瓜视频（中国のPUGC動画配信プラットフォーム）
- 皮皮虾（中国の若者向けPUGCインタラクティブコミュニティ）
- 懂车帝（中国の自動車情報プラットフォーム）
- 飞书/Lark（クラウドベースの統合型コラボレーションツール）
- 番茄小说／Fizzo（小説アプリ）
- 巨量引擎（ByteDanceのデジタルマーケティングサービスプラットフォーム）
- 小荷健康（中国の医療コンテンツとサービスプラットフォーム）
- Faceu激萌/FiuFiu（カメラアプリ）
- 轻颜相机/Ulike（カメラアプリ）
- Lemon8（レモンエイト）（元 Sharee）
- 剪映/CapCut（動画編集アプリ）
- 住小帮（中国の装飾プラットフォーム）
- 幸福里（中国の住宅情報プラットフォーム）
- 图虫（中国の写真コミュニティ）
- 半次元（中国のACGコミュニティ）
- 影托邦（中国の映画チケット販売アプリ）
- 一直看漫（中国の漫画アプリ）
- GoGoKid（中国の子供向け英語学習プラットフォーム）
- Helo（インドのソーシャルネットワークアプリ）
- Resso（インド・インドネシアの音楽ストリーミングアプリ）
- BaBe（インドネシアのニュースアプリ）
- SoundOn（音楽配信プラットフォーム）
- Fanno（越境ECアプリ）
- If Yooou（アパレル系越境ECサイト）[42]

### 終了したサービス
- Flipagram
- 抖音火山版/Vigo Video（ショートビデオアプリ）
- BuzzVideo（動画配信アプリ）

## 主なグループ会社
- TikTok Ltd. (Cayman) - TikTokの運営会社
- TikTok Inc. - TikTokアメリカの運営会社
- Lark Technologies Ltd. (Cayman)
- Lemon Inc. (Cayman)
- ByteDance Inc. (US)
- Bytedance (HK) Limited
- 北京微播视界科技有限公司 - 抖音の運営会社
- 北京抖音信息服务有限公司 - 今日头条・西瓜视频の運営会社
- 上海王耀网络科技有限公司 - 半次元の運営会社
- 北京互动百科网络技术有限公司 - 快懂百科の運営会社
- 北京小鸟看看科技有限公司（PICO）
- 北京朝夕光年信息技术有限公司（Nuverse）
- 上海沐瞳科技有限公司（Shanghai Moonton Technology Co., Ltd.）
- 北京有爱互娱科技有限公司 (C4Games)